# Люксембургская Википедия
Люксембургская Википедия (люкс. D'Wikipedia op Lëtzebuergesch, déi Lëtzebuergesch Wikipedia) — раздел Википедии на люксембургском языке, созданный в 2004 году.
По состоянию на 18 июля 2025 года люксембургский раздел Википедии содержит 65 427 статей различной тематики, по этому показателю он находится на 93-м месте среди 356 разделов Википедии и на 10-м месте среди разделов, написанных на германских языках индоевропейской семьи.

## История

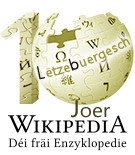
Юбилейный логотип люксембургской Википедии по случаю её десятилетия

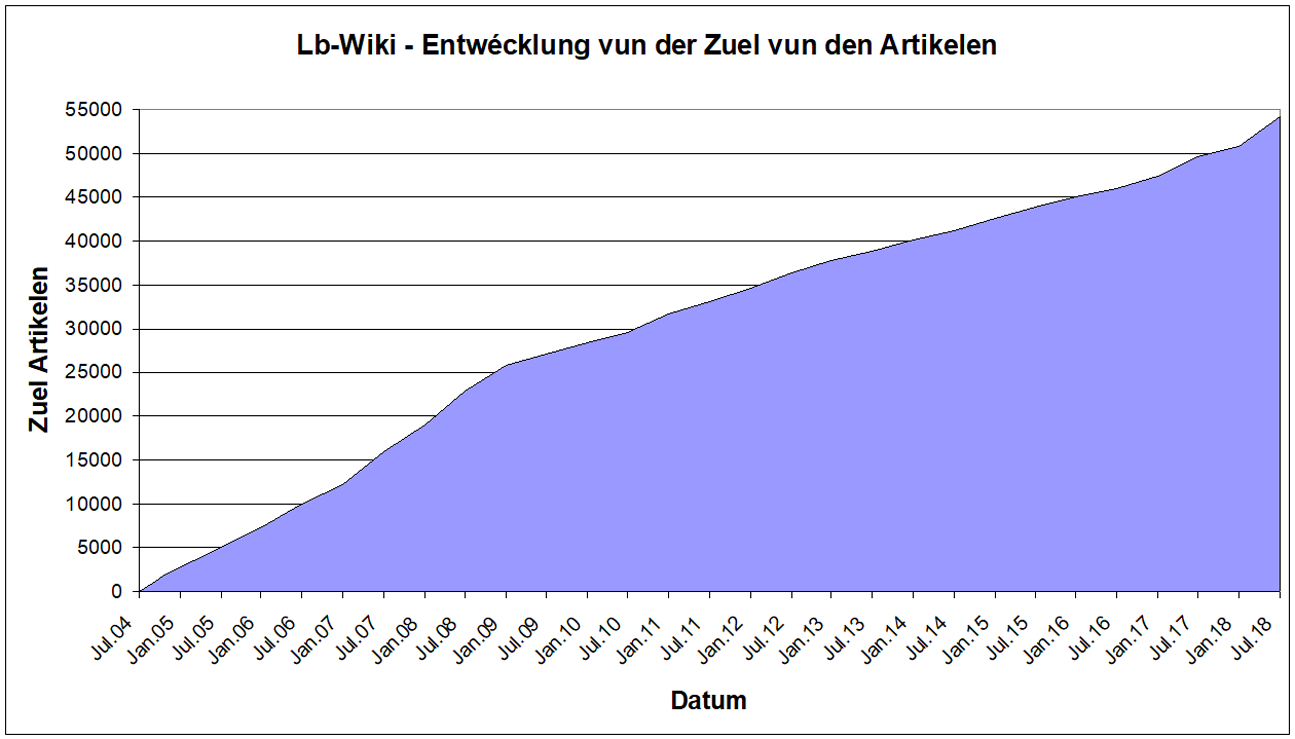
График роста числа статей в люксембургской Википедии с момента её открытия до июля 2018

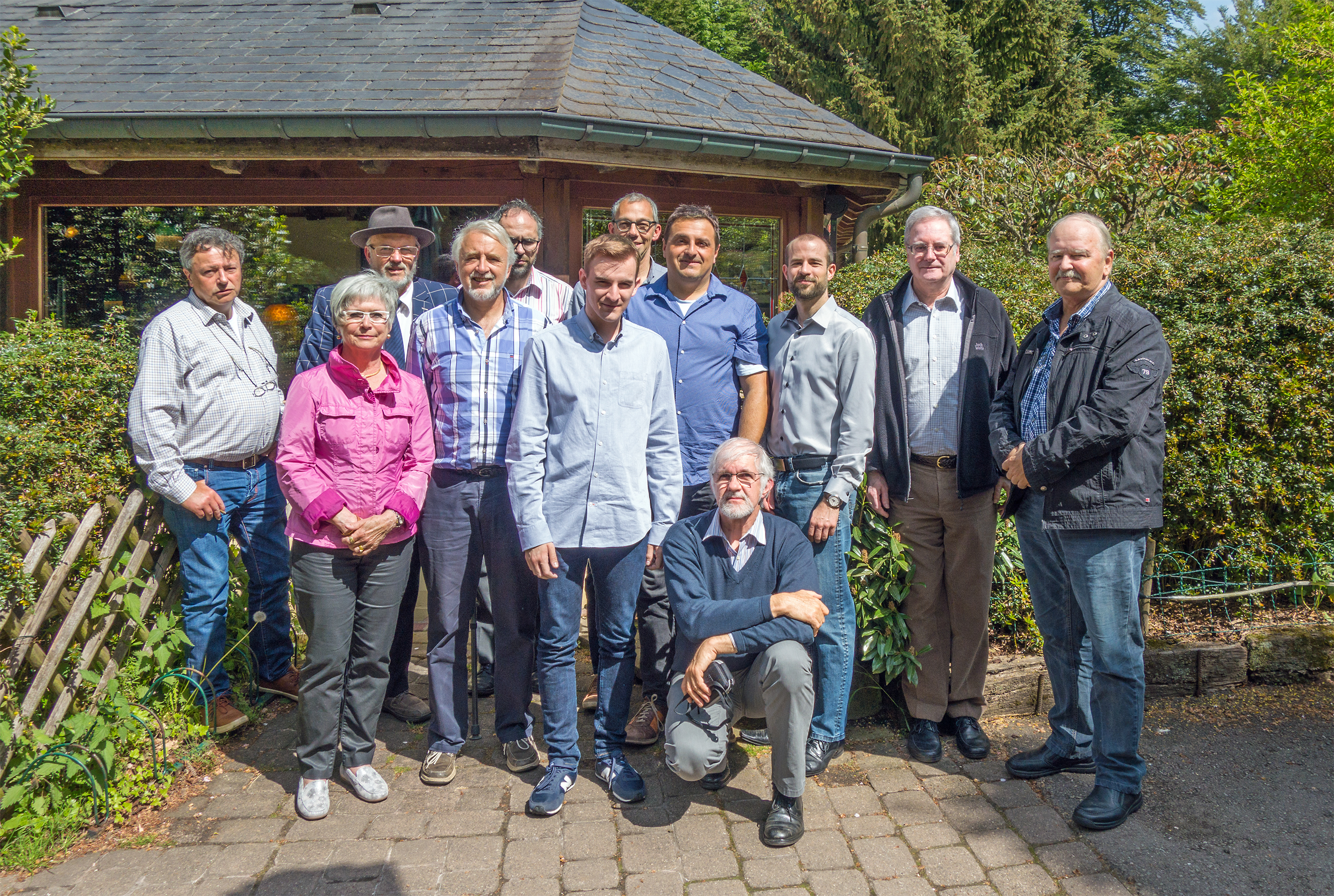
Участники люксембургской Википедии на вики-встрече в городе Люксембург в мае 2016

Люксембургская Википедия была открыта в 2004 году. Первая статья была написана 21 июля того же года.
К 2014 году, через десять лет после появления проекта, количество статей в нём достигло 41500, к 2015 году — более 43500. 10 сентября 2017 года была написана 50000-я статья.

## Статистика

### Основные показатели
Всего в люксембургской Википедии создано 142 560 страниц, среди которых 65 427 статей и 2557 файлов. Зарегистрировано 66 103 участника, из них 87 совершили хотя бы одно действие за последние 30 дней, а 7 участников имеют статус администратора (включая одного бюрократа). Общее число правок на настоящий момент составляет 2 625 006.
К 2014 году в разделе ежедневно создавалось в среднем восемь статей.

### Качественные показатели
«Глубина» люксембургской Википедии относительно невелика, и на данный момент её показатель составляет 25,6.
Значительная часть статей посвящена связанной с Люксембургом тематике. Основной проблемой раздела является отсутствие чётко закреплённых орфографических правил в люксембургском языке, что заставляет прикладывать усилия люксембургоязычных участников по приведению статей к единой норме, принятой в этой Википедии. Орфографические особенности люксембургского раздела даже обсуждались местными лингвистами на внешних ресурсах.